# Petrobia nocitus
Petrobia nocitus är en spindeldjursart som beskrevs av Mohammad Nazeer Chaudhri 1972. Petrobia nocitus ingår i släktet Petrobia och familjen Tetranychidae. Inga underarter finns listade i Catalogue of Life.